# Hypocarnivore

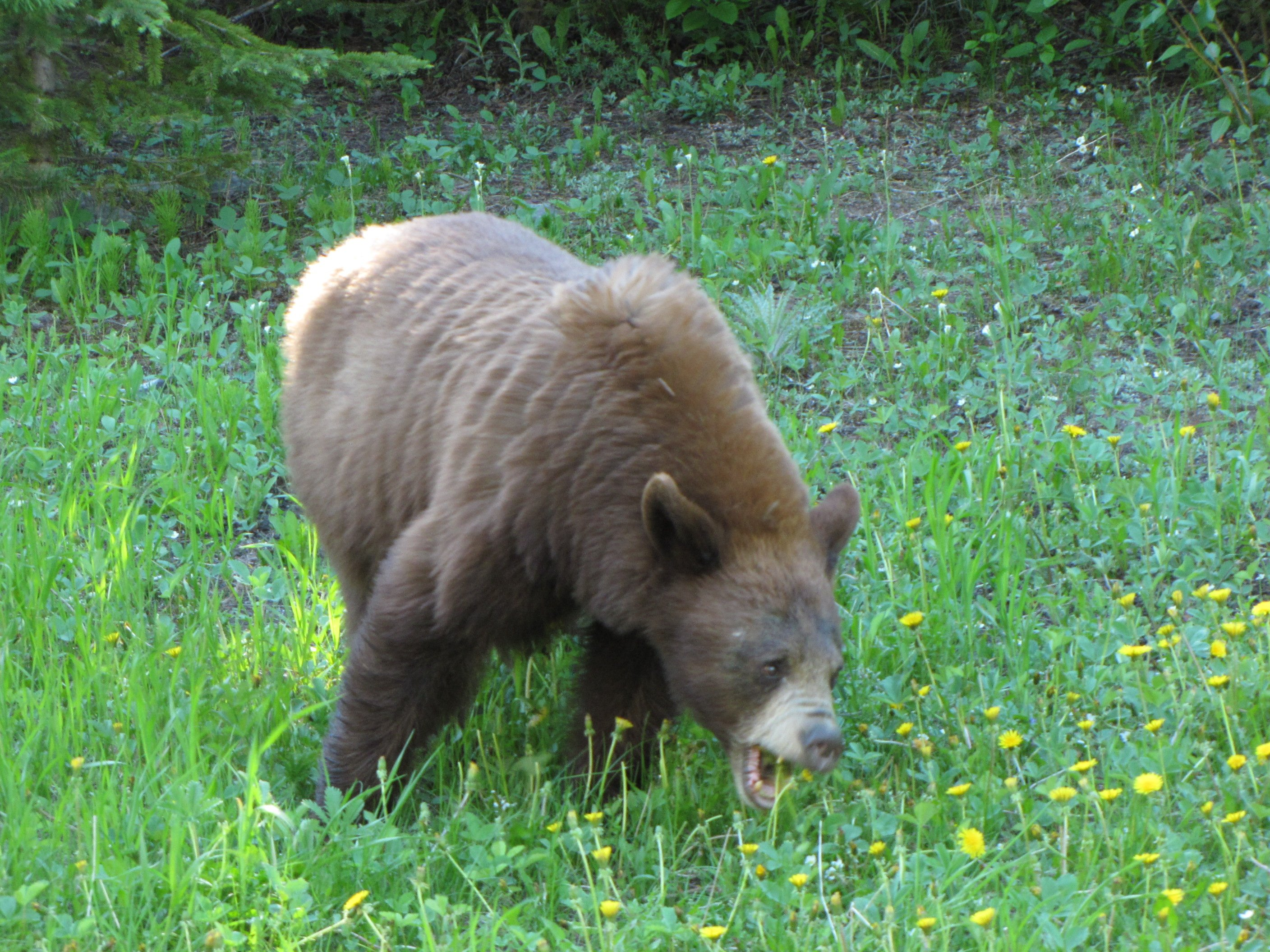
Ours noir.

Un hypocarnivore est un animal dont le régime alimentaire comporte moins de 30 % de viande, le restant pouvant comporter des petits invertébrés, des champignons, des fruits et d'autres plantes.